# Sant Pere d'Altet
Sant Pere d'Altet és l'església parroquial d'Altet, al municipi de Tàrrega (Urgell), protegida com a bé cultural d'interès local.

## Descripció
És una església dividida en tres cossos, el central més alt que els laterals. Al centre hi ha la portalada caracteritzada amb un arc rebaixat amb dues falses pilastres adossades al costat de la porta i a sobre un nínxol amb la figura de Sant Pere de bronze. Al centre de la façana s'obre un petit rosetó amb vitralls de colors que il·luminen l'interior. Pel que fa al seu interior és de nau única coberta amb volta de canó dividida en quatre trams que convergeixen en quatre contraforts exteriors a cada banda. En els murs interiors hi ha revestiments de policromia en tota l'església en estat de conservació regular. La capçalera és de tram recte i el contracor és elevat.

## Història
La primera referència documental que nombra a l'església parroquial d'Altet és el 1099 a l'acta de consagració de l'església de Guissona, com la seva sufragània. Això és un fet que sembla un exponent típic del moviment colonitzador.